# André Matias
André Matias, född 22 juni 1989, är en angolansk roddare.
Matias tävlade för Angola vid olympiska sommarspelen 2016 i Rio de Janeiro, där han tillsammans med Jean-Luc Rasamoelina slutade på 20:e plats i lättvikts-dubbelsculler.